# Dragoevska planina
Dragoevska planina (bulgariska: Драгоевска планина) är en bergskedja i Bulgarien.   Den ligger i regionen Sjumen, i den östra delen av landet, 290 km öster om huvudstaden Sofia.
Dragoevska planina sträcker sig 24,1 km i sydostlig-nordvästlig riktning. Den högsta toppen är Otka, 609 meter över havet.
Topografiskt ingår följande toppar i Dragoevska planina:
- Kartaltepe
- Otka

Trakten runt Dragoevska planina består till största delen av jordbruksmark. Runt Dragoevska planina är det glesbefolkat, med 17 invånare per kvadratkilometer.